# Jean Baptiste Binot
Jean Baptiste Binot (Paris, 1806 - Petrópolis,1894) foi um botânico e paisagista francês que veio para o Brasil em Junho de 1836, com 30 anos de idade, a pedido de D. Pedro II do Brasil a fim de planejar, com orientação pessoal do Imperador, os jardins do Palácio Imperial de Petrópolis, composto por grande variedade vegetal, estátuas, fontes, etc.
Seu filho, Pedro Maria Binot, fundou em Petrópolis o Orquidário Binot, inicialmente com o nome 'Etablissement P.M. Binot', existente ainda hoje, o que é considerado como o marco inicial da floricultura no Brasil.

## Biografia
Membro da Sociedade Imperial e Centro de Horticultura de Paris, correspondente de inúmeros estabelecimentos de agricultura e horticultura da França, chegou ao Brasil em 1836, em luto pela morte de sua única filha. Primeiro instalou-se em Niterói e posteriormente mudou-se para Petrópolis.
Floricultor e agricultor, sendo dos primeiros foreiros a receberem terras em Petrópolis, cuja colonização assistiu e colaborou. Em 1848, adquiriu uma propriedade em Petrópolis no Quarteirão de Nassau, onde instalou sua primeira chácara de plantas com exemplares raros e bem cuidados. Mais tarde adquiriu terrenos do Retiro, plantando em grande escala beterrabas, aspargos, alcachofras, videiras de Portugal, Espanha, França e outras árvores frutíferas da Europa.
Em 1854 firmou contrato com a Superintendência da Imperial Fazenda de Petrópolis para o trabalho de ajardinamento do Palácio Imperial, onde a Superintendência ficou responsável pelo pagamento mensal dos trabalhadores mais a quantia de oitenta mil réis.
O projeto foi elaborado, sob a orientação pessoal do imperador, com uma variada vegetação, com plantas exóticas (como bananeiras e árvores de incenso de Madagascar) e árvores da flora nacional, sempre apresentando uma preciosa seleção de flores. Também preocupado com o caráter humanístico dos jardins imperiais, acrescentou estatuetas da mitologia grega, repuxos e fontes.
Desta execução do projeto dos jardins do Palácio Imperial, nasceu um estreito relacionamento entre Binot e D.Pedro II, o que fez com que este último tornasse o padrinho de seu filho Pedro Maria Binot.
Em 1857 escreveu para 'O Paraíba' uma interessante série de crônicas relativas à colônia, na ocasião em que era elevada a cidade. Foi premiado com a medalha de ouro na exposição de Antuérpia (1885) e Primeiro Prêmio na Exposição Universal de Paris (1889) pelo seu artigo 'Da agricultura e da horticultura em suas aplicações a Petrópolis'.
Concorreu a todas as exposições hortícolas e de flores realizadas no Palácio de Cristal, obtendo sempre honrosas classificações com seus produtos.